# Wangzuizi
Wangzuizi är en socken i nordvästra Kina. Den ligger i Huachi härad i Qingyang i provinsen Gansu, omkring 360 kilometer öster om provinshuvudstaden Lanzhou. Antalet invånare är 5 708. Befolkningen består av 2 780 kvinnor och 2 928 män. Barn under 15 år utgör 16,0 %, vuxna 15-64 år 75 %, och äldre över 65 år 8,0 %.